# هلنا ایکولم
هلنا ایکولم (سوئدی: Helena Ekholm; ۶ سپتامبر ۱۹۸۴) ورزشکار دوگانه اهل سوئد است.
از افتخارات وی میتوان به کسب ۳ مدال طلا در بازی‌های جهانی دوگانه اشاره کرد.